# Raúl Moro
Raúl Moro, né le 5 décembre 2002 à Abrera en Espagne, est un footballeur espagnol qui joue au poste d'ailier gauche à l'Ajax Amsterdam.

## Biographie

### Carrière en club
Originaire d'Abrera, Raúl Moro joue au foot à Igualada puis Manresa, en Catalogne, avant de passer par les deux mastodontes de Barcelone, l'Espanyol puis le FC Barcelone. Il est transféré à la Lazio en septembre 2019, pour une somme estimée à 6 milllions d'euros,.
Il fait ses débuts professionnels avec le club de Rome le 20 juillet 2020 lors d'une défaite 2-1 en Serie A chez la Juventus,,.
Présent par intermittence dans le groupe de Simone Inzaghi, pendant deux saisons où le club du Latium joue les premières places du championnat italien, il va vraiment devenir un élément prépondérant des ciel et blanc lors de la saison 2021-22, après l'arrivée de Maurizio Sarri,,,,.

### Carrière en sélection
Déjà international espagnol avec les moins de 17 et les moins de 18 ans, Raúl Moro est appelé pour la première fois en sélection espagnole espoirs en septembre 2021,,,. Au sein du groupe de Luis de la Fuente, il prend notamment la place du milanais Brahim Díaz.
Il fait ses débuts avec les espoirs le 8 octobre 2021, remplaçant Nico Williams à la mi-temps du match contre la Slovaquie en éliminatoires du Championnat d'Europe, alors que son équipe est menée. Il provoque notamment le penalty qui permet à Juan Miranda de marquer le but de la victoire 3-2, à quelques minutes de la fin du temps réglementaire,.

## Style de jeu
Attaquant polyvalent, rapide, agile et fin dribleur, il fait montre d'une forte personnalité et audace balle au pied, lui permettant de faire des différences en éliminant ses adversaires. Malgré une formation dans l'académie du FC Barcelone qui repose surtout sur la circulation du ballon, il a développé un style de jeu presque à l'antithèse des préceptes de La Masia de misant en bonne partie sur l'initiative individuelle,,.

## Statistiques
Le tableau ci-dessous récapitule les statistiques de Raúl Moro lors de sa carrière en club :
| Saison                | Club                  | Championnat           | Championnat | Championnat | Coupe(s) nationale(s) | Coupe(s) nationale(s) | Supercoupe | Supercoupe | Compétition(s) continentale(s) | Compétition(s) continentale(s) | Compétition(s) continentale(s) | Total | Total |
| Saison                | Club                  | Division              | M.          | B.          | M.                    | B.                    | M.         | B.         | Comp.                          | M.                             | B.                             | M.    | B.    |
| 2019-2020             | Lazio Rome            | Serie A               | 1           | 0           | -                     | -                     | -          | -          | C3                             | -                              | -                              | 1     | 0     |
| 2020-2021             | Lazio Rome            | Serie A               | 1           | 0           | 2                     | 0                     | -          | -          | C1                             | -                              | -                              | 3     | 0     |
| 2021-2022             | Lazio Rome            | Serie A               | 11          | 0           | -                     | -                     | -          | -          | C3                             | 5                              | 0                              | 16    | 0     |
| Sous-total            | Sous-total            | Sous-total            | 13          | 0           | 2                     | 0                     | 0          | 0          | -                              | 5                              | 0                              | 20    | 0     |
| 2022-2023             | Ternana Calcio (prêt) | Serie B               | 12          | 1           | -                     | -                     | -          | -          | -                              | -                              | -                              | 12    | 1     |
| Sous-total            | Sous-total            | Sous-total            | 12          | 1           | 0                     | 0                     | 0          | 0          | -                              | 0                              | 0                              | 12    | 1     |
| Total sur la carrière | Total sur la carrière | Total sur la carrière | 25          | 1           | 2                     | 0                     | 0          | 0          | -                              | 5                              | 0                              | 32    | 1     |

## Palmarès
| SS Lazio - Coupe d'Italie Primavera - Mellieur buteur en 2020-21 (it) (6 buts) |